# 九台南駅
九台南駅（きゅうだいみなみえき）とは、中華人民共和国吉林省長春市九台区に位置する長吉都市間鉄道の駅。

## 歴史
- 2014年　開業。

## 隣の駅
中華人民共和国鉄道部
長吉都市間鉄道
龍嘉駅 - 九台南駅 - 新樺皮廠駅
座標: 北緯44度01分12秒 東経125度48分17秒 / 北緯44.019985度 東経125.80469度